# Jalesar
Jalesar és una ciutat i municipi del districte d'Etah a l'estat d'Uttar Pradesh (Índia). Està situada a 27° 29′ N, 78° 19′ E / 27.48°N,78.32°E
Segons el cens del 2001 consta amb 35.662 habitants. La població era de 15.609 habitants el 1881 i de 14.348 el 1901. Estava formada per dues parts, la fortalesa i la ciutat baixa; el fort fou construït pel rana de Mewar al segle XV però havia desaparegut al segle XIX. La municipalitat es va crear el 1866.
Va constituir part d'un principat governat per la dinastia Awa, fundada el segle XIV per Sohan Pal, príncep de Biana i de Nasi; els seus descendents es van repartir els dominis i el 1701 governava Jalesar Chatterbhuj Singh. L'estat va desaparèixer amb la independencia de l'Índia el 1947.

## Llista de prínceps
- Chatterbhuj Singh 1701- vers 1750
- Bijai Singh vers vers 1750-1775 (fill)
- Bakht Singh vers 1775-1800 (fill)
- Hina Singh vers 1800-1831 (fill)
- Pitambar Singh 1831-vers 1850 (fill)
- Pirthi Raj Singh vers 1850-1876 (fill)
- Chattar Pal Singh 1876-1884 (fill)
- Baldeo Singh 1884-1892 (germà de Pirthi Raj Singh)
- Balwant Singh 1892-1909 (germà)
- Suraj Pal Singh 1909-? (fill)